# شهرستان اپنوس (آیووا)
شهرستان اپنوس، آیووا (به انگلیسی: Appanoose County, Iowa) شهرستانی در ایالات متحده آمریکا است که در آیووا واقع شده‌است.

## خصوصیات
شهرستان اپنوس ۱٬۳۳۶٫۴۴ کیلومترمربع مساحت دارد.